# The Vanity of Duluoz
Vanity of Duluoz er en selvbiografisk roman fra 1968 af den amerikanske forfatter Jack Kerouac. Bogen beskriver Kerouacs alter ego, Jack Duluoz' oplevelser i perioden 1935-1946. Bogen indeholder minder fra forfatterens gymnasietid i Lowell, Massachusetts, hans studier ved Columbia University og hans senere tjeneste i flåden under 2. verdenskrig. Romanen slutter ved beat-bevægelsens begyndelse.

Denne artikel er en oversættelse af artiklen Vanity of Duluoz på den engelske Wikipedia. 